# Attala, Madžarska
Attala je vas na Madžarskem, ki upravno spada pod podregijo Dombóvári Županije Tolna.